# City Transformer
 (septembre 2024).
Le City Transformer est un projet de quadricycle électrique rétractable développé par la start-up israélienne éponyme. Une première version CT-1 prototype a été présentée au Mondial de Paris en 2022 pour attirer partenaires et investisseurs, et une seconde version CT-2 doit être commercialisé en 2026.

## Entreprise
City Transformer est une société fondée en 2014 par Asaf Formoza, Gidi Goldwine, Erez Abramov et le designer industriel Eyal Cremer. Elle est basée au moshav Kfar Netter, dans le centre d’Israël. Son objectif est de proposer une alternative durable à la voiture. Le véhicule est deux fois plus économe en énergie qu’une voiture conventionnelle, avec une batterie 70% plus légère que les autres véhicules électriques.
L'entreprise travaille en partenariat avec Roding Mobility, Segula et CeComp, ainsi que divers équipementiers. L'électronique a été conçue avec Bosch Software.

## Véhicule
Le City Transformer est doté d’un mécanisme de rétractabilité breveté qui peut contracter l’empattement jusqu’à seulement un mètre de large pour faciliter le stationnement ou les manœuvres en circulation. À l’intérieur, il y a de la place pour un conducteur et un passager adulte (ou deux enfants) assis en tandem. L’habitacle ne rétrécit pas et ne change pas de forme lorsque l’empattement se rétrécit.
Dans sa deuxième version (CT-2), le véhicule peut atteindre une vitesse maximale de 40 km/h en mode étroit. Il peut passer à 1,30 mètre d'empattement et atteindre alors la vitesse de 90 km/h. L'autonomie du CT-2  est de 120 à 180 kilomètres. Il est doté d'une batterie NMC (nickel – manganèse – cobalt) de 15 kWh qui peut être intégralement rechargée en 4h30 sur une prise standard, à une puissance de 3,3 kW.
Avec un poids de 560 kilos, une longueur de 2,5 mètres pour 1,53 mètre de haut et seulement 1 mètre à 1,30 mètre de large selon la configuration le CT-2 est conçu pour la circulation et le stationnement urbains. Le volume de coffre est de 450 litres (et jusqu'à 500 litres en retirant le siège arrière). La carrosserie est en aluminium et le fabricant présente son véhicule comme un modèle de durabilité.